# Salttijärvi (sjö i Finland, Lappland, lat 68,50, long 22,77)
Salttijärvi är en sjö i Finland. Den ligger i kommunen Enontekis i landskapet Lappland, i den norra delen av landet, 900 km norr om huvudstaden Helsingfors. Salttijärvi ligger 382,3 meter över havet. Omgivningarna runt Salttijärvi är i huvudsak ett öppet busklandskap. Arean är 1,81 kvadratkilometer och strandlinjen är 7,37 kilometer lång. Sjön  ingår i Torne älvs huvudavrinningsområde. 